# Nordens Paris FC
Fodboldklubben Nordens Paris FC er en dansk fodboldklub hjemmehørende i Aalborg Kommune og er medlem af Jysk Boldspil-Union (JBU) under Dansk Boldspil-Union (DBU). Klubbens bedste præsentation var i 2019 og 2022, hvor klubben spillede i serie 2. 

## Klubbens historie
Nordens Paris FC er stiftet den 28. april 2016 af den professionelle fodboldspiller Lucas Qvistorff Andersen. Lucas navngang klubben 'Nordens Paris', da Aalborg ofte omtales som Nordens Paris af aalborgensere. 
Klubben har hjemme i et skur på Annebergvej 112, samt lokaler på Johannesmindevej 41, hvor de deler klubhus med Rugbyklubben Lynet og Gammel Hasseris Cykelklub.

## Selektro-Cup
I sommerferien afholder Nordens Paris FC hvert år sin årlige sommercup. Sommercuppen blev første gang afholdt i sommeren 2020, hvor der var mere end 100 deltagere.

## Store Nordens Paris stjerner
Da Nordens Paris startede tilbage i 2016 var tidligere AaB spiller Viktor Ahlmann med inde ovre over truppen. Sidenhen har Nordens Paris førstehold haft AaB's tidligere anfører Rasmus Würtz på holdkortet. 